# Kaadu Devandlahalli, Srinivaspur
Kaadu Devandlahalli là một làng thuộc tehsil Srinivaspur, huyện Kolar, bang Karnataka, Ấn Độ.